# باري مورغان (كاهن أنجليكاني)
باري مورغان (بالإنجليزية: Barry Morgan)‏ هو كاهن أنجليكاني بريطاني، ولد في 31 يناير 1947 في نيث ‏ في المملكة المتحدة.